# William John Macquorn Rankine
Wiliam Rankine (n. 5 iulie 1820, Edinburgh, Regatul Unit al Marii Britanii și Irlandei – d. 24 decembrie 1872, Glasgow, Regatul Unit al Marii Britanii și Irlandei), inginer britanic de origine scoțiană, a fost unul dintre fondatorii științei termodinamică, în particular cu referire la teoria mașinilor cu abur. A elaborat teoria generală a ciclurilor de funcționare a motoarelor termice. În termodinamică, a propus termenul de "energie", făcând distincție între energiile mecanică, potențială și cinetică.
A realizat un ciclu termodinamic (ciclul rankine) care a fost folosit drept standard pentru fabricarea instalațiilor bazate pe puterea aburului.